# Aeroporti in Francia

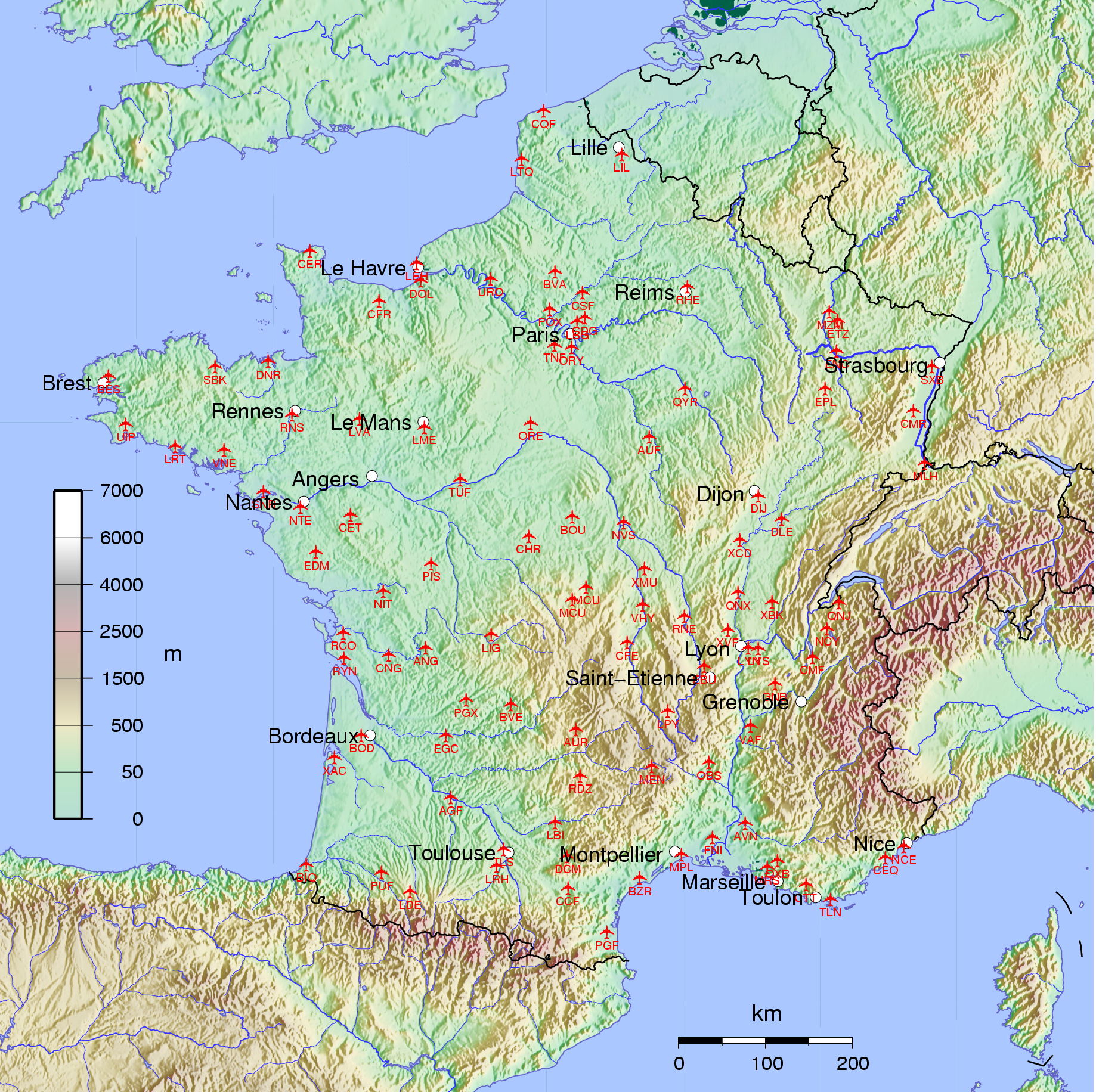
Mappa degli aeroporti della Francia metropolitana

Questa voce contiene un elenco degli aeroporti in Francia, sia quelli della Francia metropolitana sia della Francia d'oltremare.

## Francia metropolitana
| Nome                                     | Città/Comune         | Dipartimento       | IATA | ICAO | 2014       | Note       | #  |
| ---------------------------------------- | -------------------- | ------------------ | ---- | ---- | ---------- | ---------- | -- |
| Aeroporto di Nizza Costa Azzurra         | Nizza                | Alpi Marittime     | NCE  | LFMN | 11 656 050 |            | 3  |
| Aeroporto di Carcassonne Salvaza         | Carcassonne          | Aude               | CCF  | LFMK | 412 467    |            | 23 |
| Aeroporto di Rodez-Marcillac             | Rodez                | Aveyron            | RDZ  | LFCR | 121 041    |            | 38 |
| Aeroporto di Caen-Carpiquet              | Caen                 | Calvados           | CFR  | LFRK | 111 072    |            | 43 |
| Aeroporto di Deauville Saint-Gatien      | Deauville            | Calvados           | DOL  | LFRG | 111 807    |            | 42 |
| Aeroporto di La Rochelle Isola di Ré     | La Rochelle          | Charente Marittima | LRH  | LFBH | 210 581    |            | 33 |
| Aeroporto di Ajaccio Napoleone Bonaparte | Ajaccio              | Corsica del Sud    | AJA  | LFKJ | 1 353 923  |            | 13 |
| Aeroporto di Figari Corsica del Sud      | Figari               | Corsica del Sud    | FSC  | LFKF | 497 946    |            | 21 |
| Aeroporto di Bastia Poretta              | Bastia               | Alta Corsica       | BIA  | LFKB | 1 161 095  |            | 14 |
| Aeroporto di Calvi Sainte-Catherine      | Calvi                | Alta Corsica       | CLY  | LFKC | 325 976    |            | 26 |
| Aeroporto di Bergerac Roumanière         | Bergerac             | Dordogna           | EGC  | LFBE | 277 046    |            | 29 |
| Aeroporto di Brest Bretagna              | Brest                | Finistère          | BES  | LFRB | 985 447    |            | 17 |
| Aeroporto di Quimper Pluguffan           | Quimper              | Finistère          | UIP  | LFRQ | 99 673     |            | 44 |
| Aeroporto di Nîmes Garons                | Nîmes                | Gard               | FNI  | LFTW | 207 505    |            | 34 |
| Aeroporto di Tolosa Blagnac              | Tolosa               | Alta Garonna       | TLS  | LFBO | 7 493 271  |            | 6  |
| Aeroporto di Bordeaux Mérignac           | Bordeaux             | Gironda            | BOD  | LFBD | 4 906 103  |            | 8  |
| Aeroporto di Béziers-Cap d'Agde          | Béziers              | Hérault            | BZR  | LFMU | 242 121    |            | 30 |
| Aeroporto di Montpellier Méditerranée    | Montpellier          | Hérault            | MPL  | LFMT | 1 442 246  |            | 12 |
| Aeroporto di Dinard-Pleurtuit-Saint-Malo | Dinard / Saint-Malo  | Ille-et-Vilaine    | DNR  | LFRD | 113 706    |            | 41 |
| Aeroporto di Rennes-Saint-Jacques        | Rennes               | Ille-et-Vilaine    | RNS  | LFRN | 502 106    |            | 20 |
| Aeroporto di Tours Val de Loire          | Tours                | Indre e Loira      | TUF  | LFOT | 183 226    |            | 35 |
| Aeroporto di Grenoble Isère              | Grenoble             | Isère              | GNB  | LFLS | 320 119    |            | 27 |
| Aeroporto di Dole-Jura                   | Dole                 | Giura              | DLE  | LFGJ | 116 179    |            | 40 |
| Aeroporto di Saint-Étienne-Bouthéon      | Saint-Étienne        | Loira              | EBU  | LFMH | 148 674    |            | 36 |
| Aeroporto di Nantes Atlantique           | Nantes               | Loira Atlantica    | NTE  | LFRS | 4 081 116  |            | 9  |
| Aeroporto di Châlons-Vatry               | Châlons-en-Champagne | Marna              | XCR  | LFOK | 96 160     |            | 45 |
| Aeroporto di Lorient-Bretagne Sud        | Lorient              | Morbihan           | LRT  | LFRH | 123 140    |            | 37 |
| Aeroporto di Metz Nancy-Lorena           | Metz / Nancy         | Mosella            | ETZ  | LFJL | 240 285    |            | 31 |
| Aeroporto di Lilla Lesquin               | Lilla                | Nord               | LIL  | LFQQ | 1 571 898  |            | 11 |
| Aeroporto di Beauvais Tillé              | Beauvais/Parigi      | Oise               | BVA  | LFOB | 4 023 363  |            | 10 |
| Aeroporto di Clermont-Ferrand Auvergne   | Clermont-Ferrand     | Puy-de-Dôme        | CFE  | LFLC | 416 451    |            | 22 |
| Aeroporto di Biarritz Bayonne Anglet     | Biarritz             | Pirenei Atlantici  | BIQ  | LFBZ | 1 063 735  |            | 16 |
| Aeroporto di Pau-Pyrénées                | Pau                  | Pirenei Atlantici  | PUF  | LFBP | 617 823    |            | 18 |
| Aeroporto di Tarbes-Lourdes-Pirenei      | Tarbes               | Alti Pirenei       | LDE  | LFBT | 387 793    |            | 24 |
| Aeroporto di Perpignano-Rivesaltes       | Perpignano           | Pirenei Orientali  | PGF  | LFMP | 354 383    |            | 25 |
| Aeroporto di Strasburgo-Entzheim         | Strasburgo           | Basso Reno         | SXB  | LFST | 1 157 391  |            | 15 |
| Aeroporto di Basilea-Mulhouse-Friburgo   | Mulhouse             | Alto Reno          | MLH  | LFSB | 6 499 082  |            | 7  |
| Aeroporto di Lione Saint Exupéry         | Lione                | Rodano             | LYS  | LFLL | 8 399 557  |            | 4  |
| Aeroporto di Marsiglia Provenza          | Marsiglia            | Bocche del Rodano  | MRS  | LFML | 8 126 172  |            | 5  |
| Aeroporto di Chambéry Savoia             | Chambéry             | Savoia             | CMF  | LFLB | 223 049    |            | 32 |
| Aeroporto di Tolone-Hyères               | Tolone               | Varo               | TLN  | LFTH | 548 107    |            | 19 |
| Aeroporto di Poitiers Biard              | Poitiers             | Vienne             | PIS  | LFBI | 91 407     |            | 46 |
| Aeroporto di Limoges Bellegarde          | Limoges              | Alta Vienne        | LIG  | LFBL | 290 971    |            | 28 |
| Aeroporto di Parigi-Le Bourget           | Parigi               | Senna-Saint-Denis  | LBG  | LFPB | 118 275    | Groupe ADP | 39 |
| Aeroporto di Parigi Charles de Gaulle    | Parigi               | Senna-Saint-Denis  | CDG  | LFPG | 63 648 955 | Groupe ADP | 1  |
| Aeroporto di Parigi Orly                 | Parigi               | Valle della Marna  | ORY  | LFPO | 28 842 143 | Groupe ADP | 2  |

elenco incompleto, sono riportati solo gli aeroporti che hanno avuto un traffico superiore a 90 000 passeggeri annui nel 2014.

## Francia d'oltremare
| Nome                                       | Città/Comune   | Dipartimento/Regione Collettività/Territorio | IATA | ICAO | 2014      | Note | #  |
| ------------------------------------------ | -------------- | -------------------------------------------- | ---- | ---- | --------- | ---- | -- |
| Aeroporto Internazionale di Pointe-à-Pitre | Pointe-à-Pitre | Guadalupa                                    | PTP  | TFFR | 1 959 609 |      | 2  |
| Aeroporto di Caienna-Félix Éboué           | Caienna        | Guyana francese                              | CAY  | SOCA | 430 120   |      | 6  |
| Aeroporto della Martinica Aimé Césaire     | Fort-de-France | Martinica                                    | FDF  | TFFF | 1 622 765 |      | 3  |
| Aeroporto di Dzaoudzi-Pamanzi              | Dzaoudzi       | Mayotte                                      | DZA  | FMCZ | 301 009   |      | 8  |
| Aeroporto di Lifou                         | Lifou          | Nuova Caledonia                              | LIF  | NWWL | 172 357   |      | 11 |
| Aeroporto di Numea-La Tontouta             | Numea          | Nuova Caledonia                              | NOU  | NWWW | 479 457   |      | 5  |
| Aeroporto di Numea-Magenta                 | Numea          | Nuova Caledonia                              | GEA  | NWWM | 427 797   |      | 7  |
| Aeroporto di Bora Bora                     | Bora Bora      | Polinesia francese                           | BOB  | NTTB | 255 076   |      | 9  |
| Aeroporto di Raiatea                       | Raiatea        | Polinesia francese                           | RFP  | NTTR | 166 561   |      | 13 |
| Aeroporto Internazionale Tahiti Faa'a      | Tahiti         | Polinesia francese                           | PPT  | NTAA | 1 166 594 |      | 4  |
| Aeroporto di Riunione-Roland Garros        | Saint-Denis    | La Riunione                                  | RUN  | FMEE | 1 990 793 |      | 1  |
| Aeroporto di Saint Jean Gustaf III         | Gustavia       | Saint-Barthélemy                             | SBH  | TFFJ | 167 875   |      | 12 |
| Aeroporto di Grand-Case Espérance          | Saint Martin   | Saint-Martin                                 | SFG  | TFFG | 192 364   |      | 10 |

elenco incompleto, sono riportati solo gli aeroporti che hanno avuto un traffico superiore a 100 000 passeggeri annui nel 2014.